# Susuacanga
Susuacanga is een kevergeslacht uit de familie van de boktorren (Cerambycidae). De wetenschappelijke naam van het geslacht werd voor het eerst geldig gepubliceerd in 1997 door Martins.

## Soorten
Susuacanga omvat de volgende soorten:
- Susuacanga falli (Linsley, 1940)
- Susuacanga hatsueae (Chemsak & Giesbert, 1986)
- Susuacanga maculicornis (Bates, 1870)
- Susuacanga octoguttata (Germar, 1821)
- Susuacanga opaca (Chemsak & Linsley, 1973)
- Susuacanga patruelis (Bates, 1884)
- Susuacanga poricolle (Chemsak & Linsley, 1973)
- Susuacanga rotundipenne (Bates, 1884)
- Susuacanga stigmatica (Chevrolat, 1835)
- Susuacanga ulkei (Bland, 1862)
- Susuacanga unicolor (Bates, 1870)
- Susuacanga wappesi (Noguera, 2002)